# Меренова, Евдокия Андреевна
Евдоки́я Андре́евна Мерено́ва (1912—1975) — участница стахановского движения в годы первых пятилеток, бригадир тракторной бригады МТС, ударница, Герой Социалистического Труда (1957).

## Биография
Родилась 14 (27) августа 1912 года в селе Боровском Барнаульского уезда Томской губернии (ныне Алейского района Алтайского края) в многодетной крестьянской семье. Окончила два класса местной школы. В 1932 году окончила курсы механизаторов и начала работать трактористкой, а позднее стала бригадиром женской тракторной бригады. В годы Великой Отечественной войны работала на тракторе.
Наиболее высоких показателей в труде добилась в годы освоения целинных и залежных земель на Алтае. За что была награждена медалью «За освоение целинных земель».
11 января 1957 года ей было присвоено звание Героя Социалистического Труда с вручением золотой медали «Серп и Молот» и ордена Ленина.
Евдокия Андреевна была участницей ВДНХ в Москве.
В 1958 году была избрана депутатом Верховного Совета СССР 5-го созыва.
Умерла в 1975 году. Похоронена в селе Боровском.